# Anabazenops fuscus
Anabazenops fuscus е вид птица от семейство Furnariidae.

## Разпространение
Видът е разпространен в Бразилия.